# Presličnjakovke
Presličnjakovke (lat., Casuarinaceae), malena biljna porodica drveća i grmlja koja je ime dobila po vrlo tvrdom drvetu poznatim kao željezno drvo, presličnjak ili kazuarina. Naziv kazuarina dolazi zbog sličnosti krošnje s kazuarovim perjem.
Porodici pripada četiri roda, Casuarina (presličnjak), Allocasuarina, Ceuthostoma i Gymnostoma koji su rašireni na otocima Tihog oceana, Australije, jugoistočne Azije i tropske istočne Afrike.
Presličnjaci su velike tvrdoće ali koje je lako raskoliti, te su zbog toga postali tražena roba za izvoz. Kako im paše mediteranska klima, raširila se i po Mediteranu, osobito u Egiptu gdje služi za pošumljavanje, a ima je i na jugu hrvatske obale.
Allocasuarina torulosa je zimzeleno drvo iz ove porodice čija je domovina Australiji.

## Opis
Casuarinaceae, porodica presličnjakovki, dvosupnih cvjetnica, s dva roda (Casuarina, 30 vrsta; Gymnostoma, 20 vrsta) drveća i grmlja, od kojih mnogi imaju izrazito izgled bora kada se vide izdaleka. Prirodno su rasprostranjeni u tropskoj istočnoj Africi, Maskarenskim otocima, jugoistočnoj Aziji, Maleziji, Australiji i Polineziji. Neki, posebno C. equisetifolia, (također zvano “željezno drvo”, “australski bor”, ili močvarni hrast), također se koriste kao ukras u zemljama s toplom klimom, gdje su često izmakli uzgoju i ustalili se u divlji.
Biljke se odlikuju vitkim, zelenim, često visećim granama koje su duboko užlijebljene i koje nose, u razmacima, vijuge sitnih, ljuskastih listova. Smatra se da duge biljne dlake koje strše iz utora funkcioniraju kao zaštitne strukture za stomate (mikroskopske pore u unutarnjim tkivima), koji se nalaze duž bočnih stijenki utora. Ove strukturne značajke služe kao prilagodbe suhim uvjetima obalnih pojasa i siromašnim tlima na kojima ove biljke često rastu. Strukturno reducirani cvjetovi su odvojeno muški i ženski; oba se spola mogu pojaviti na istoj biljci (jednodomno stanje) ili na odvojenim biljkama (dvodomno stanje). Muški cvjetovi nalaze se u izduženim, tankim, uspravnim grozdovima (mačićima ili klasovima), obično na vrhovima grančica, a svaki se sastoji od jednog prašnika koji proizvodi pelud, zajedno s dva mala cvjetna lista nalik ljuskama (čašice ili brakteje) i dvije manje strukture nalik ljuskama naziva brakteole. Ženski cvjetovi nalaze se u gustim kuglastim grozdovima koji u zrelosti postaju drvenasti i nalik na češer, a drvenasti segmenti obuhvaćaju sjemenke. Svaki ženski cvijet je struktura bez latica, s dvije komore (tučak) s dva ovula, oba u istoj komori. Dvije dugačke grane ili stigme protežu se od gornjeg kraja tučka izvan cvjetnog grozda. Oprašivanje je vjetrom.
Stariji sustavi klasifikacije ovu su porodicu smatrali najprimitivnijom dvodomnom biljkom, no cvjetovi i druge karakteristike primitivnog izgleda sada se smatraju smanjenima, a ne primitivnima. Nekoliko vrsta Casuarina, posebno C. equisetifolia, cijenjene su zbog svog tvrdog, gustog, žućkasto do crvenkastosmeđeg drva, koje je snažno i poznato kao otporno na napad termita. “beefwood” i “željezno drvo” uobičajeni su nazivi koji odražavaju boju i tvrdoću ovog drva.

## Vanjske poveznice
|  | Zajednički poslužitelj ima još gradiva o temi Casuarinaceae |
|  | Wikivrste imaju podatke o taksonu Casuarinaceae             |